# 오테패

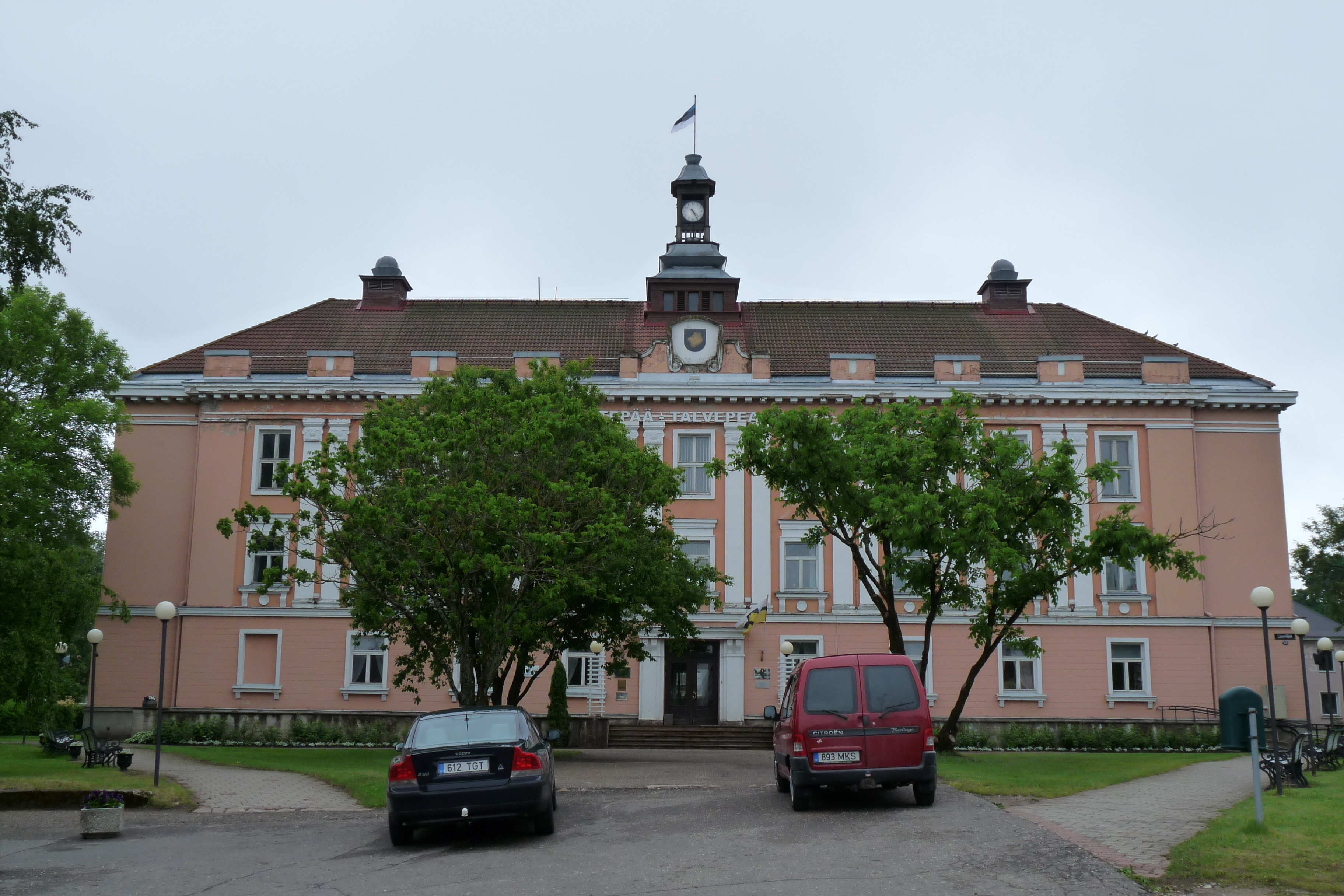
오테패 시청

오테패(에스토니아어: Otepää)는 에스토니아 발가주의 도시로 인구는 2,189명(2009년 11월 1일 기준)이다. 스키 리조트가 들어서 있기 때문에 에스토니아의 대표적인 겨울 휴양지로 인기가 높은 도시이며 "에스토니아의 겨울 수도"라는 별칭으로 부르기도 한다.

시기
시 문장